# Temporada 1955 de Fórmula 1
Resultats de la Fórmula 1 a la temporada 1955. És la sisena temporada de la història.

## Sistema de puntuació
S'adjudicaven punts als cinc primers llocs (8, 6, 4, 3, 2). Un punt per la volta més ràpida. Per al recompte final del campionat només es tenien en compte els cinc millors resultats dels nou possibles. Els punts obtinguts per pilots que compartiren el cotxe eren repartits en parts iguals entre els pilots, sense importar el nombre de voltes en les que haguessin participat.

## Curses
| Rnd | Cursa                         | Data           | Circuit           | Pilot               | Equip                      | Resultats |
| --- | ----------------------------- | -------------- | ----------------- | ------------------- | -------------------------- | --------- |
| 1   | Gran Premi de l'Argentina     | 16 de gener    | Buenos Aires      | Juan Manuel Fangio  | Mercedes                   | Resultats |
| 2   | Gran Premi de Mònaco          | 22 de maig     | Montecarlo        | Maurice Trintignant | Ferrari                    | Resultats |
| 3   | Indianapolis 500              | 30 de maig     | Indianápolis      | Bob Sweikert        | Kurtis Kraft - Offenhauser | Resultats |
| 4   | Gran Premi de Bèlgica         | 5 de juny      | Spa-Francorchamps | Juan Manuel Fangio  | Mercedes                   | Resultats |
| 5   | Gran Premi dels Països Baixos | 19 de juny     | Zandvoort         | Juan Manuel Fangio  | Mercedes                   | Resultats |
| 6   | Gran Premi del Regne Unit     | 16 de juliol   | Aintree           | Stirling Moss       | Mercedes                   | Resultats |
| 7   | Gran Premi d'Itàlia           | 11 de setembre | Monza             | Juan Manuel Fangio  | Mercedes                   | Resultats |

## Posició final del Campionat de pilots de 1955
| Pos. | Pilot                   | N° | País       | Punts | Victòries | Podis | Poles |
| ---- | ----------------------- | -- | ---------- | ----- | --------- | ----- | ----- |
| 1    | Juan Manuel Fangio      | 18 | Argentina  | 41    | 4         | 5     | 3     |
| 2    | Stirling Moss           | 16 | Regne Unit | 23    | 1         | 3     | 1     |
| 3    | Eugenio Castellotti     | 4  | Itàlia     | 12    |           | 2     | 1     |
| 4    | Maurice Trintignant     | 8  | França     | 11.33 | 1         | 1     |       |
| 5    | Giuseppe Farina         | 2  | Itàlia     | 10.33 |           | 2     |       |
| 6    | Piero Taruffi           | 14 | Itàlia     | 9     |           | 1     |       |
| 7    | Bob Sweikert            | 6  | EUA        | 8     | 1         | 1     |       |
| 8    | Roberto Mieres          | 28 | Argentina  | 7     |           |       |       |
| 9    | Jean Behra              | 36 | França     | 6     |           |       |       |
| 10   | Luigi Musso             | 30 | Itàlia     | 6     |           | 1     |       |
| 11   | Karl Kling              | 20 | Alemanya   | 5     |           | 1     |       |
| 12   | Jimmy Davies            | 15 | EUA        | 4     |           | 1     |       |
| 13   | Johnny Thomson          | 44 | EUA        | 3     |           |       |       |
| 14   | Paul Frere              | 6  | Bèlgica    | 3     |           |       |       |
| 15   | Paul Russo              | 10 | EUA        | 3     |           |       |       |
| 16   | Tony Bettenhausen       | 10 | EUA        | 3     |           | 1     |       |
| 17   | José Froilán González   | 12 | Argentina  | 2     |           | 1     | 1     |
| 18   | Carlos Menditeguy       | 34 | Argentina  | 2     |           |       |       |
| 19   | Cesare Perdisa          | 26 | Itàlia     | 2     |           | 1     |       |
| 20   | Luigi Villoresi         | 28 | Itàlia     | 2     |           |       |       |
| 21   | Umberto Maglioli        | 12 | Itàlia     | 1.33  |           |       |       |
| 22   | Hans Herrmann           | 8  | Alemanya   | 1     |           |       |       |
| 23   | Bill Homeier            | 51 | EUA        | 1     |           |       |       |
| 24   | Bill Vukovich           | 4  | EUA        | 1     |           |       |       |
| 25   | Walt Faulkner           | 77 | EUA        | 1     |           |       |       |
| 26   | Tony Rolt               | 36 | Regne Unit |       |           |       |       |
| 27   | Shorty Templeman        | 81 | EUA        |       |           |       |       |
| 28   | Keith Andrews           | 31 | EUA        |       |           |       |       |
| 29   | Sergio Mantovani        | 20 | Itàlia     |       |           |       |       |
| 30   | Ken Wharton             | 44 | Regne Unit |       |           |       |       |
| 31   | John Fitch              | 40 | EUA        |       |           |       |       |
| 32   | Kenneth McAlpine        | 32 | Regne Unit |       |           |       |       |
| 33   | Lance Macklin           | 46 | Regne Unit |       |           |       |       |
| 34   | Sam Hanks               | 8  | EUA        |       |           |       |       |
| 35   | Louis Chiron            | 32 | França     |       |           |       |       |
| 36   | Peter Collins           | 32 | Regne Unit |       |           |       |       |
| 37   | Louis Rosier            | 28 | França     |       |           |       |       |
| 38   | Roy Salvadori           | 44 | Regne Unit |       |           |       |       |
| 39   | Rodger Ward             | 27 | EUA        |       |           |       |       |
| 40   | Robert Manzon           | 20 | França     |       |           |       |       |
| 41   | Ray Crawford            | 49 | EUA        |       |           |       |       |
| 42   | Mike Hawthorn           | 6  | Regne Unit |       |           |       |       |
| 43   | Mike Sparken            | 26 | França     |       |           |       |       |
| 44   | Peter Walker            | 7  | Regne Unit |       |           |       |       |
| 45   | Pat Flaherty            | 89 | EUA        |       |           |       |       |
| 46   | Pat O'Connor            | 29 | EUA        |       |           |       |       |
| 47   | Leslie Marr             | 38 | Regne Unit |       |           |       |       |
| 48   | Duane Carter            | 98 | EUA        |       |           |       |       |
| 49   | Andy Linden             | 19 | EUA        |       |           |       |       |
| 50   | Art Cross               | 99 | EUA        |       |           |       |       |
| 51   | Cal Niday               | 22 | EUA        |       |           |       |       |
| 52   | Chuck Weyant            | 41 | EUA        |       |           |       |       |
| 53   | Clemar Bucci            | 26 | Argentina  |       |           |       |       |
| 54   | Ed Elisian              | 68 | EUA        |       |           |       |       |
| 55   | Don Freeland            | 12 | EUA        |       |           |       |       |
| 56   | Jean Lucas              | 24 | França     |       |           |       |       |
| 57   | Horace Gould            | 38 | Regne Unit |       |           |       |       |
| 58   | Hernando da Silva Ramos | 22 | Brasil     |       |           |       |       |
| 59   | Harry Schell            | 42 | EUA        |       |           |       |       |
| 60   | Fred Agabashian         | 14 | EUA        |       |           |       |       |
| 61   | Elie Bayol              | 12 | França     |       |           |       |       |
| 62   | Eddie Russo             | 37 | EUA        |       |           |       |       |
| 63   | Jack Brabham            | 40 | Austràlia  |       |           |       |       |
| 64   | Andre Simon             | 8  | França     |       |           |       |       |
| 65   | Al Herman               | 71 | EUA        |       |           |       |       |
| 66   | Johnny Claes            | 30 | Bèlgica    |       |           |       |       |
| 67   | Johnny Boyd             | 39 | EUA        |       |           |       |       |
| 68   | Al Keller               | 42 | EUA        |       |           |       |       |
| 69   | Johnnie Parsons         | 16 | EUA        |       |           |       |       |
| 70   | Alberto Ascari          | 26 | Itàlia     |       |           |       |       |
| 71   | Jack McGrath            | 3  | EUA        |       |           |       |       |
| 72   | Jimmy Reece             | 5  | EUA        |       |           |       |       |
| 73   | Jacques Pollet          | 26 | França     |       |           |       |       |
| 74   | Jimmy Daywalt           | 48 | EUA        |       |           |       |       |
| 75   | Jimmy Bryan             | 1  | EUA        |       |           |       |       |
| 76   | Jim Rathmann            | 33 | EUA        |       |           |       |       |
| 77   | Jesús Iglesias          | 42 | Argentina  |       |           |       |       |
| 78   | Jerry Hoyt              | 23 | EUA        |       |           |       | 1     |
| 79   | Eddie Johnson           | 83 | EUA        |       |           |       |       |
| 80   | Alberto Uria            | 30 | Uruguai    |       |           |       |       |